# 伯爵夫人济贫院

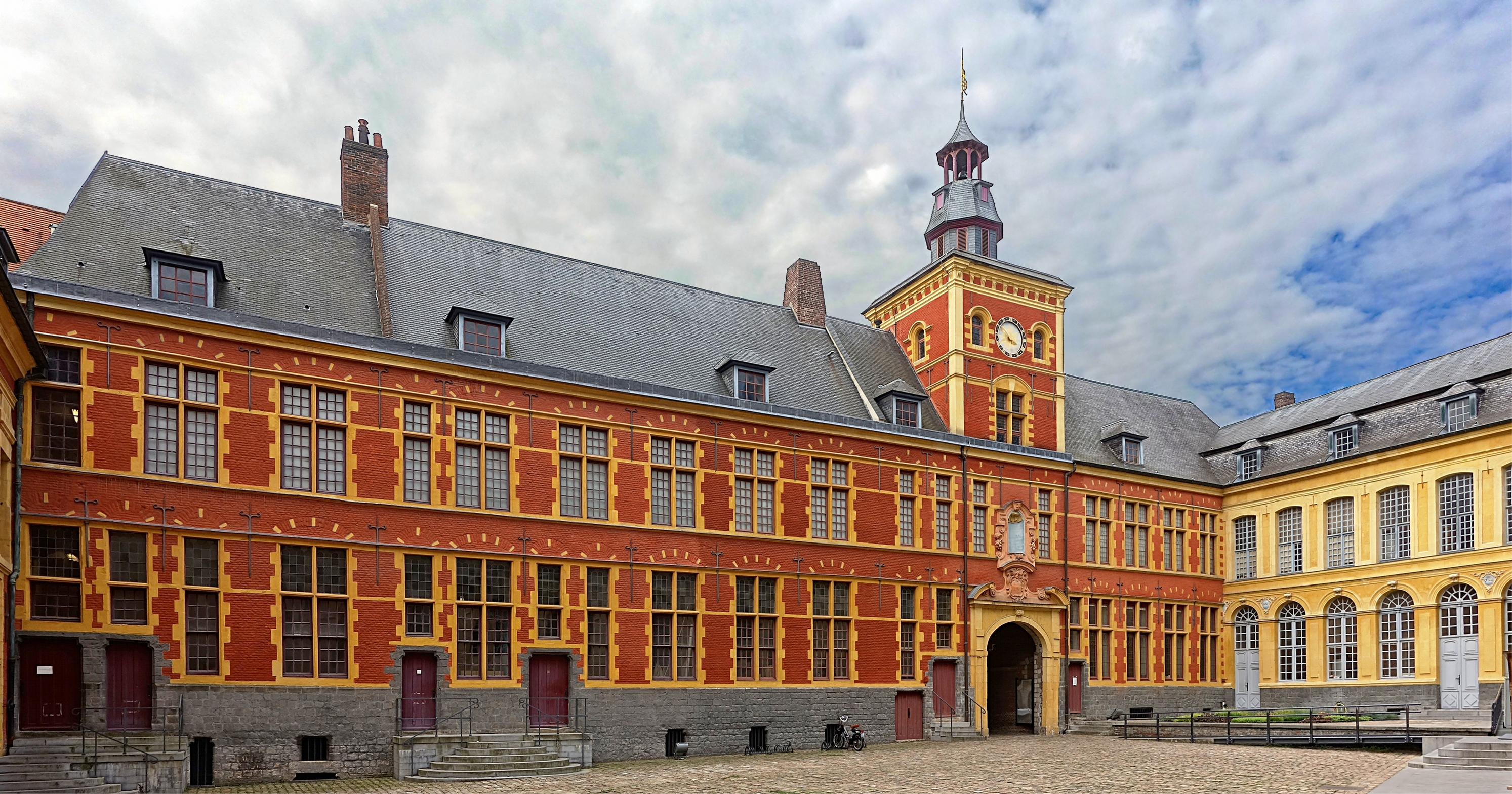

伯爵夫人济贫院（Hospice Comtesse）是一个17世纪济贫院，位于法国里尔老城区中心，由弗兰德斯伯爵夫人始建于1236年，现在是一个关于济贫院历史的博物馆，收藏陶瓷、绘画和家具。
50°38′28″N 3°03′47″E / 50.64111°N 3.06317°E